# Jean-Michel Ribettes
Psychanalyste, critique d'art, Jean-Michel Ribettes s'intéresse essentiellement à l'art contemporain. Il est aussi commissaire d'expositions et enseigne l'histoire de l'art. 
Marié à l'artiste Kimiko Yoshida.